# Montereca paucidens
Montereca paucidens is een hooiwagen uit de familie Assamiidae.